# Biserica italiană din București
Biserica Italiană este un monument istoric și de arhitectură situat în B-dul Nicolae Bălcescu din București. Lăcașul de cult servește drept sediu al Parohiei Romano-Catolice Preasfântul Mântuitor din Arhiepiscopia Romano-Catolică de București.

## Istoria
Biserica Italiană a fost construită între anii 1915-1916 după planurile arhitecților Mario Stoppa și Giuseppe Tiraboschi. Comunitatea italiană din București, după ce s-a anunțat sosirea unui preot italian în capitală, s-a hotărât să construiască o biserică proprie cu sprijinul Ambasadorului Regatului Italiei la București, Baronul Carlo Fasciotti.

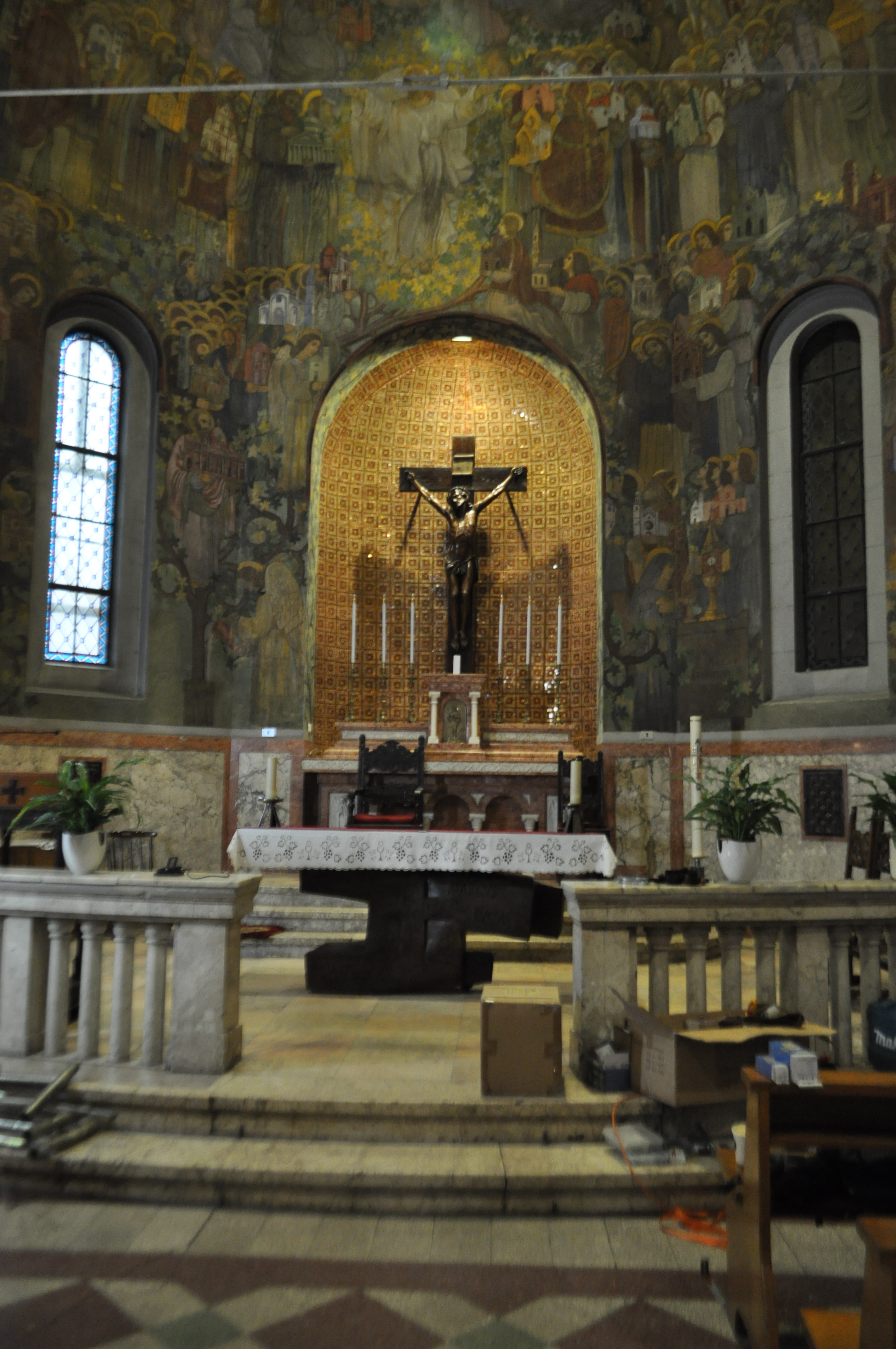
Biserica Italiană din București, navă și prezbiteriu

Stilul construcției este cel din bisericilor din Nordul Italiei (vechi lombard) și împrumută mai ales caracteristici ale stilului romanic, cu unele elemente gotice și Art Déco. Clădirea a fost ridicată pe un plan în cruce greacă, cu o cupolă centrală și trei nave în forma de bazilică. Interiorul are picturi, vitralii și mozaicuri. Exteriorul este din cărămidă. Are un turn cu trei clopote și lângă ea se află o casă parohială cu o curte. Este una dintre cele mai cunoscute biserici romano-catolice din București.
Biserica a fost consacrată de Arhiepiscopul Raymund Netzhammer, la 2 iulie 1916; au fost prezenți canonicii și preoții, binefăcătorii și credincioșii, împreună cu Ambasadorul Regatului Italiei la București, baronul Fasciotti.
Parohia a avut ca prim paroh pe pr. Antonio Mantica, urmat de pr. Clemente Gatti, pr. rector Francesco Molinari, Mons. Vittorio Blasutti, pr. rector Lazarin Belizarie, pr. rector Colombo Graziano, PS Cornel Damian și în prezent pr. Daniel Bulai. Printre alți preoți a slujit la Biserica italiană Fer. Anton Durcovici.

## Imagini

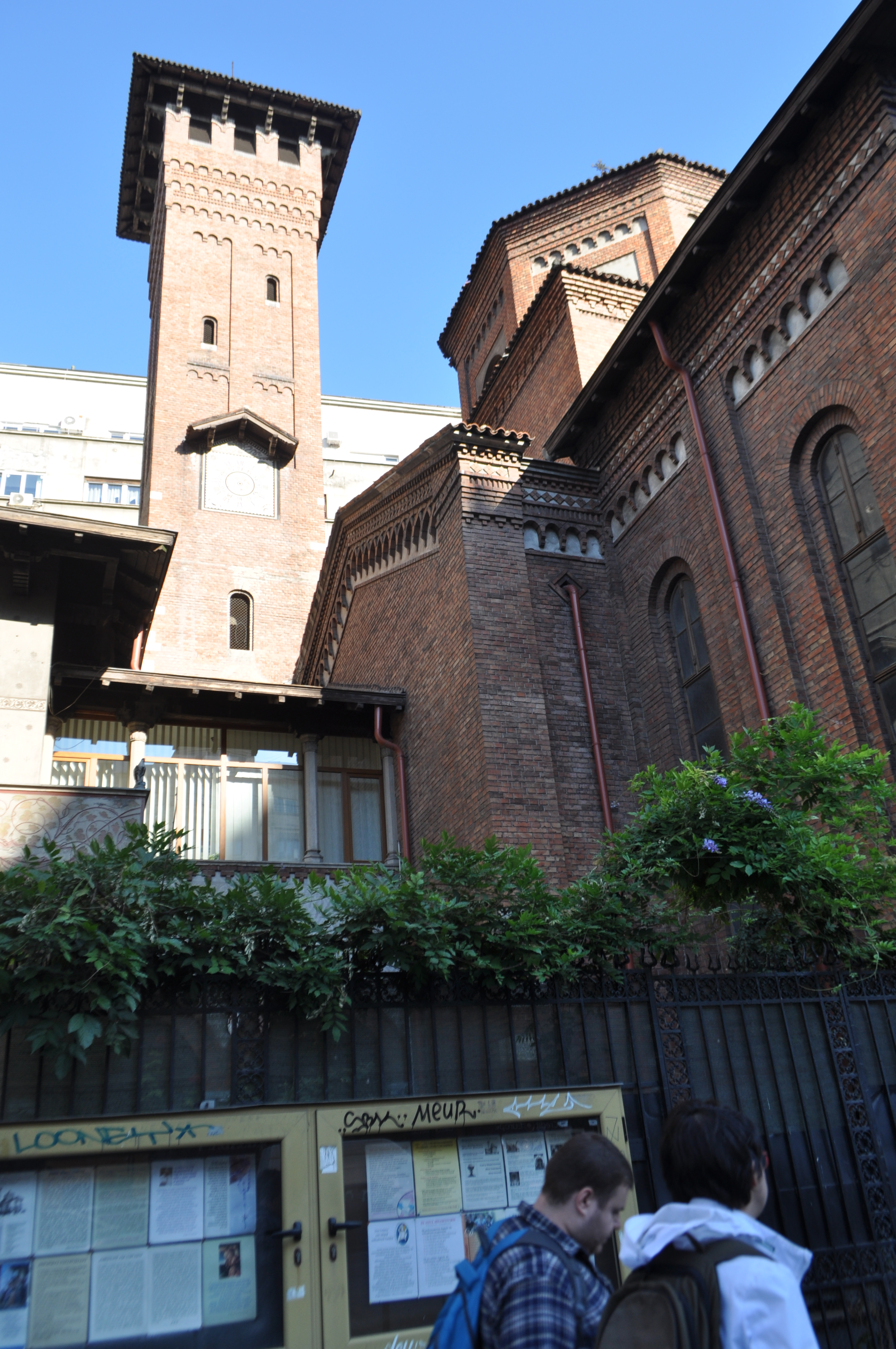
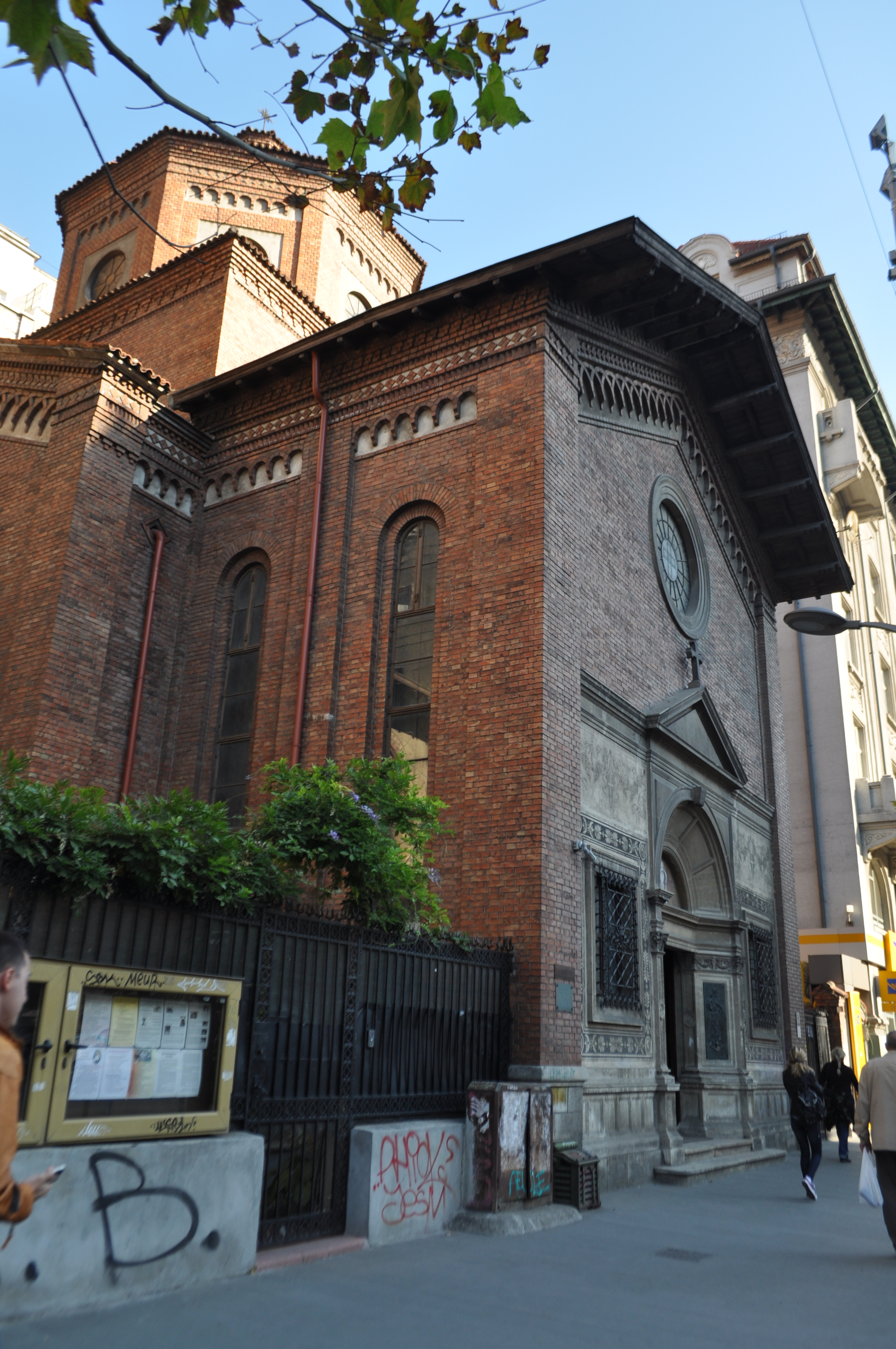
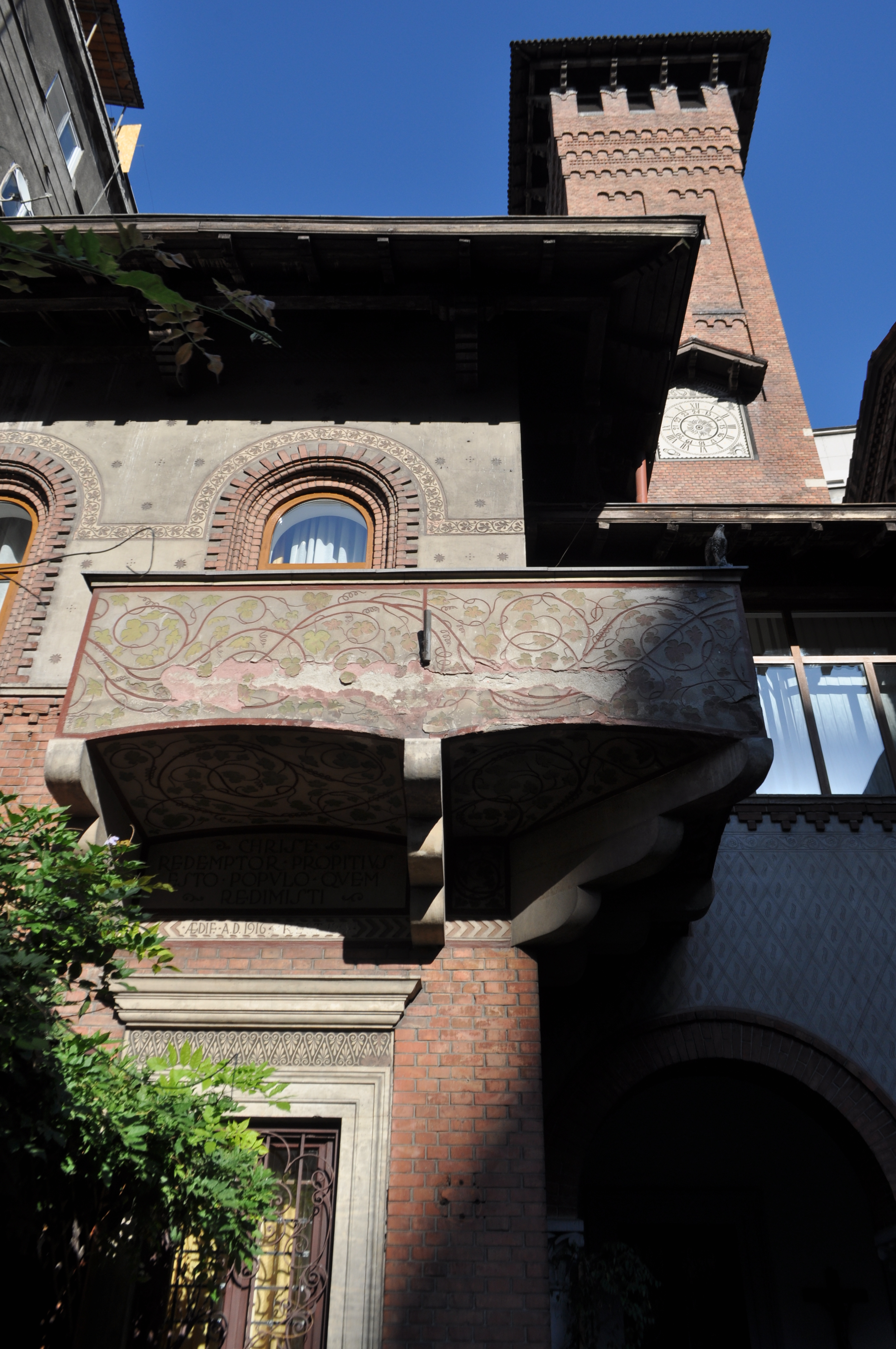
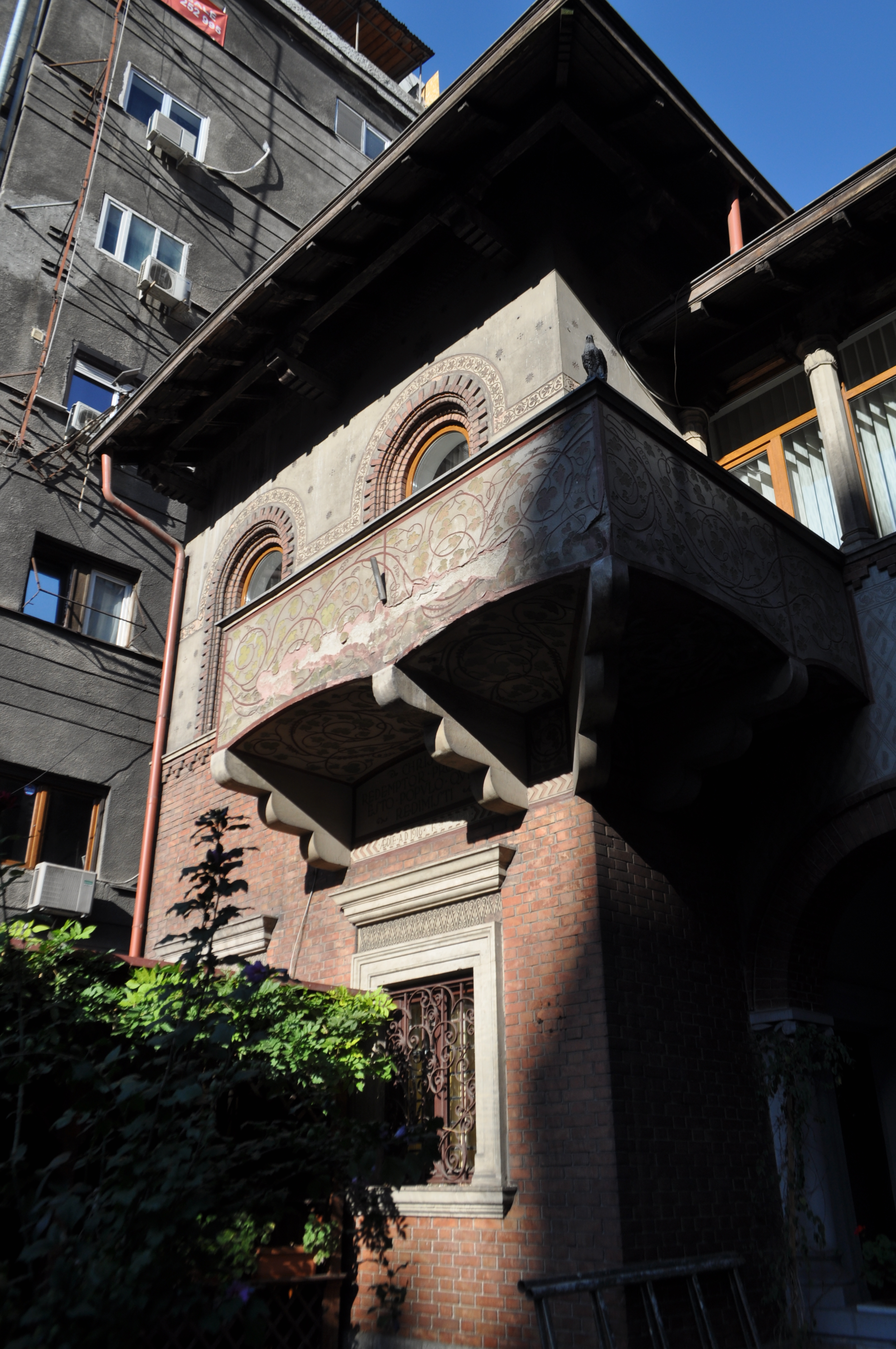
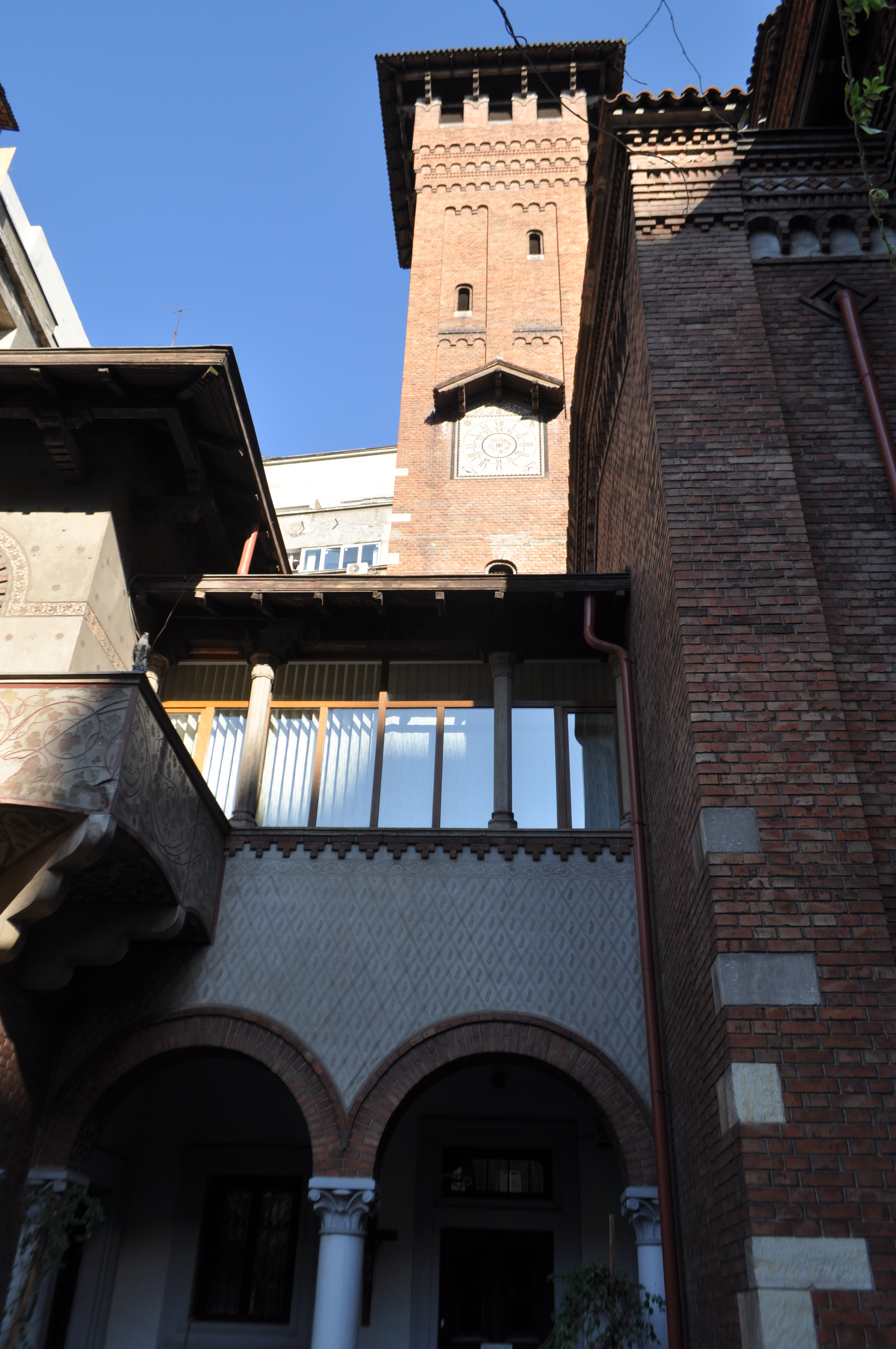
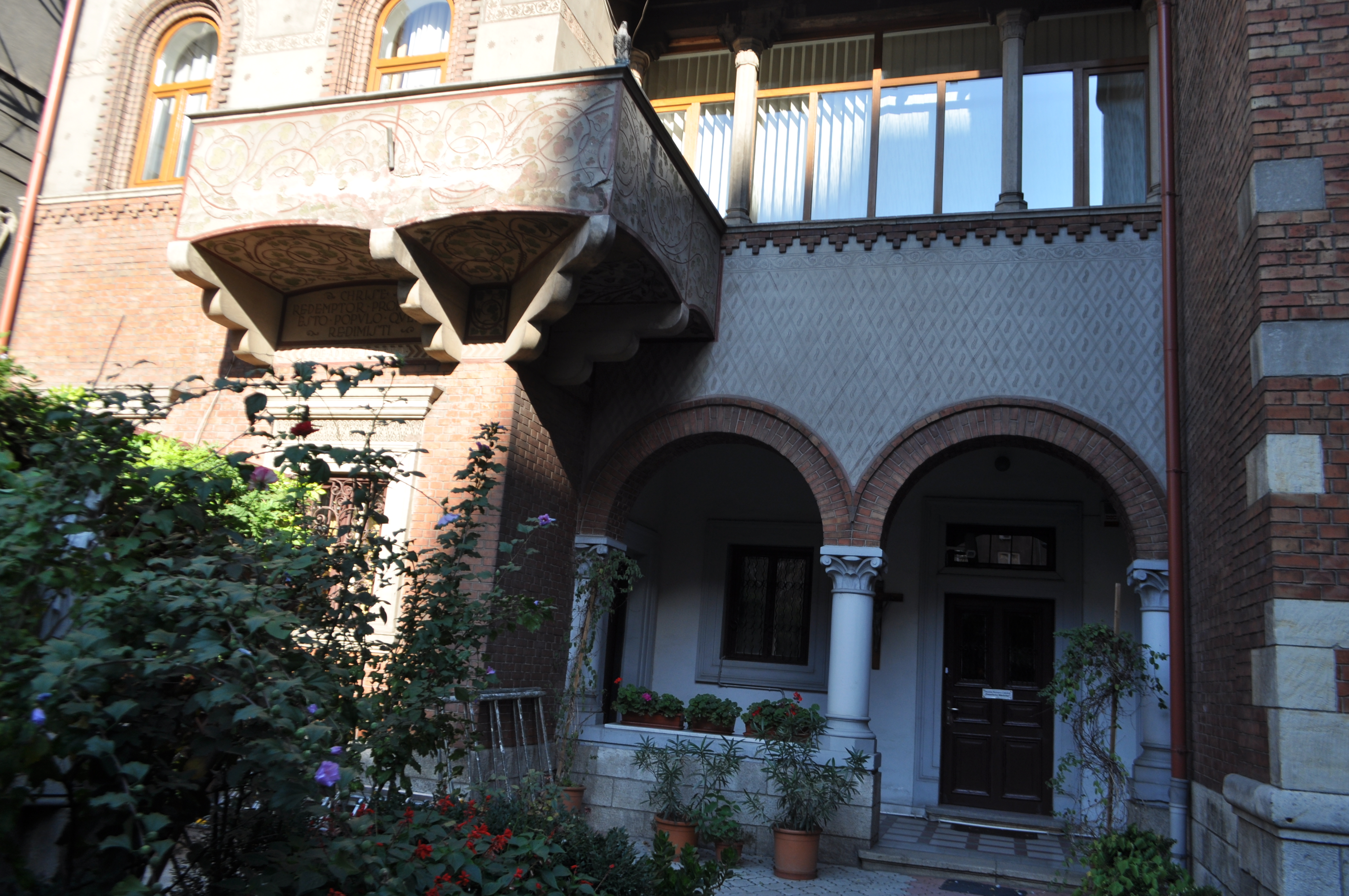
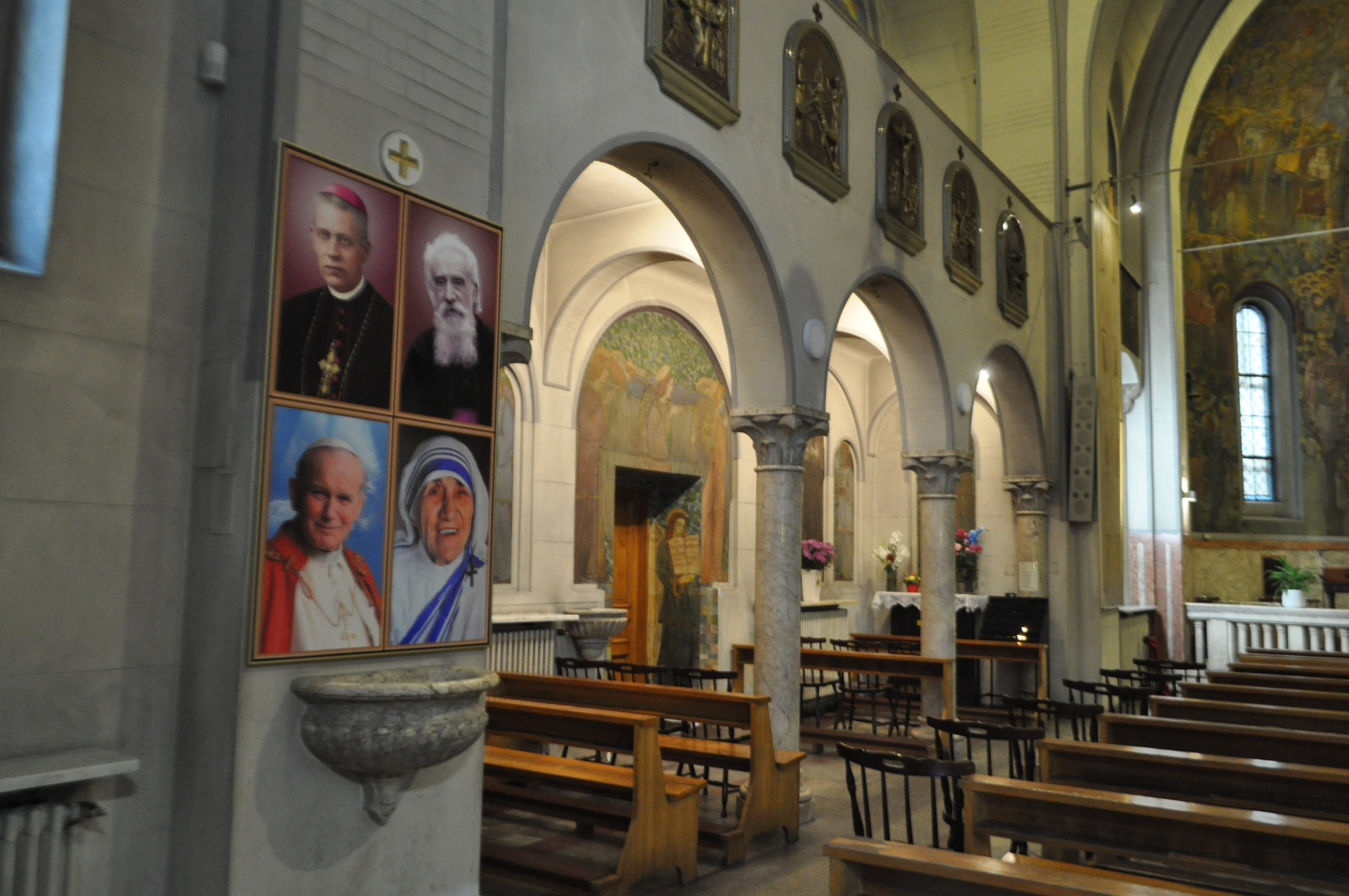
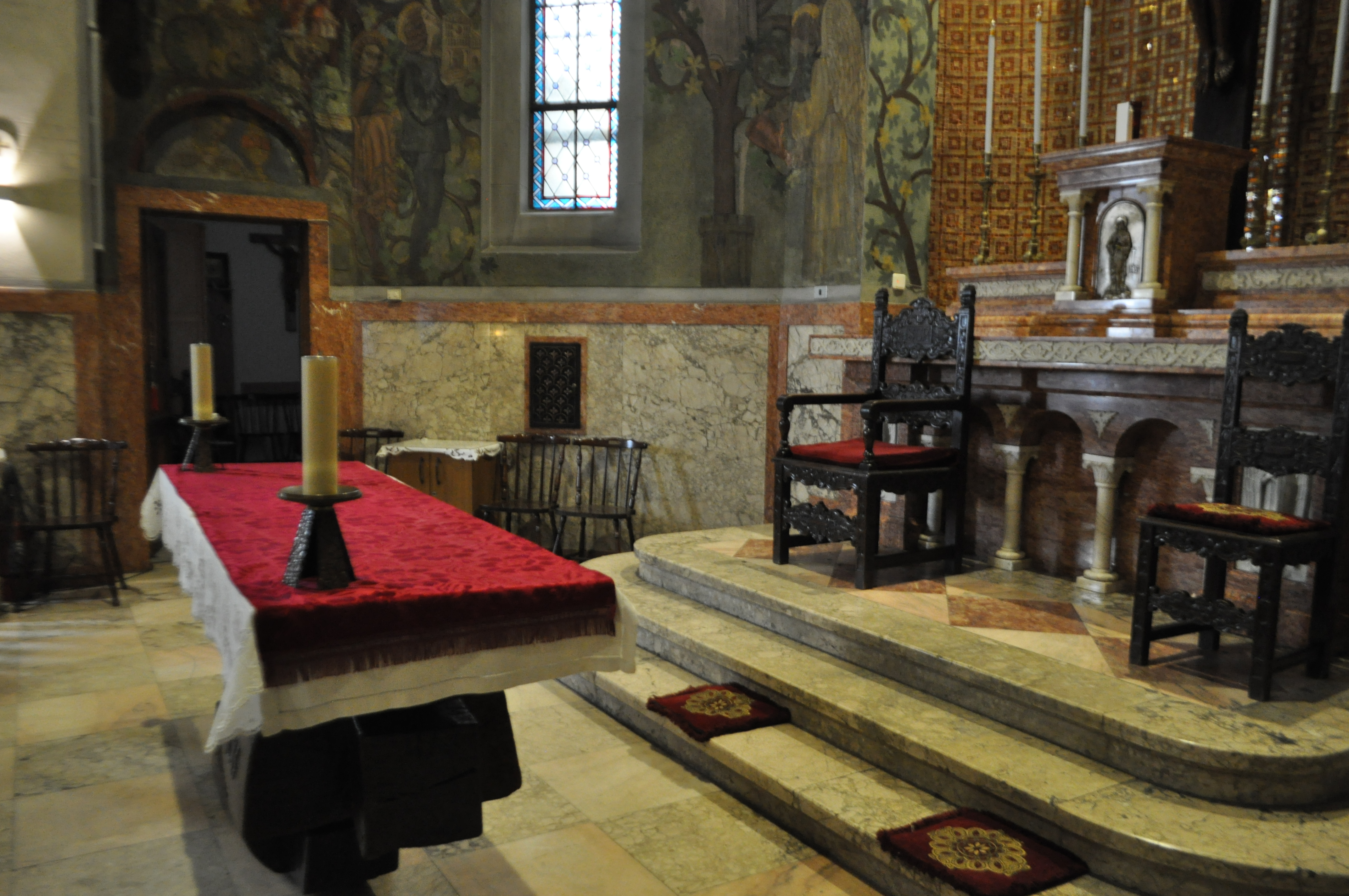
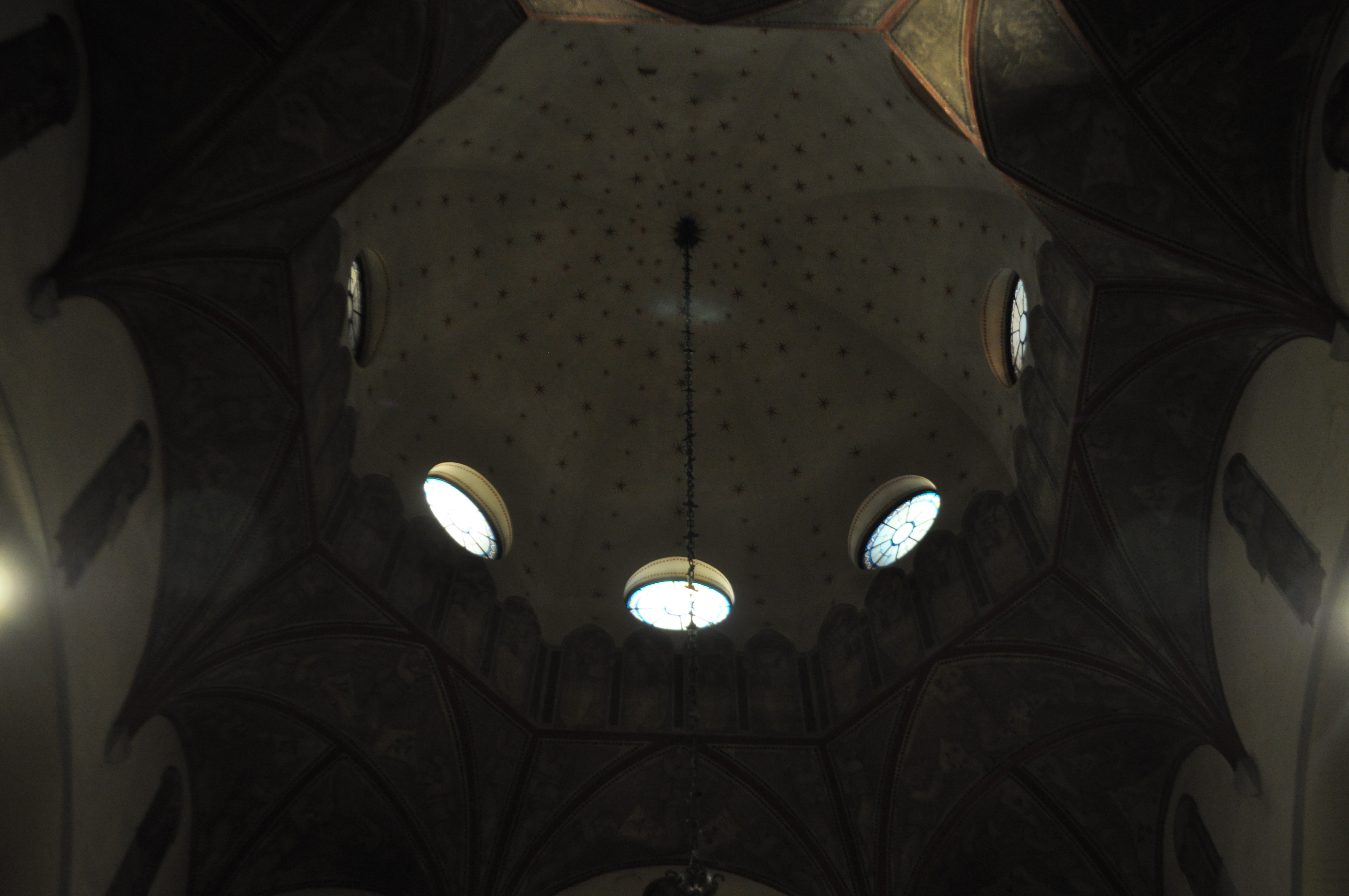
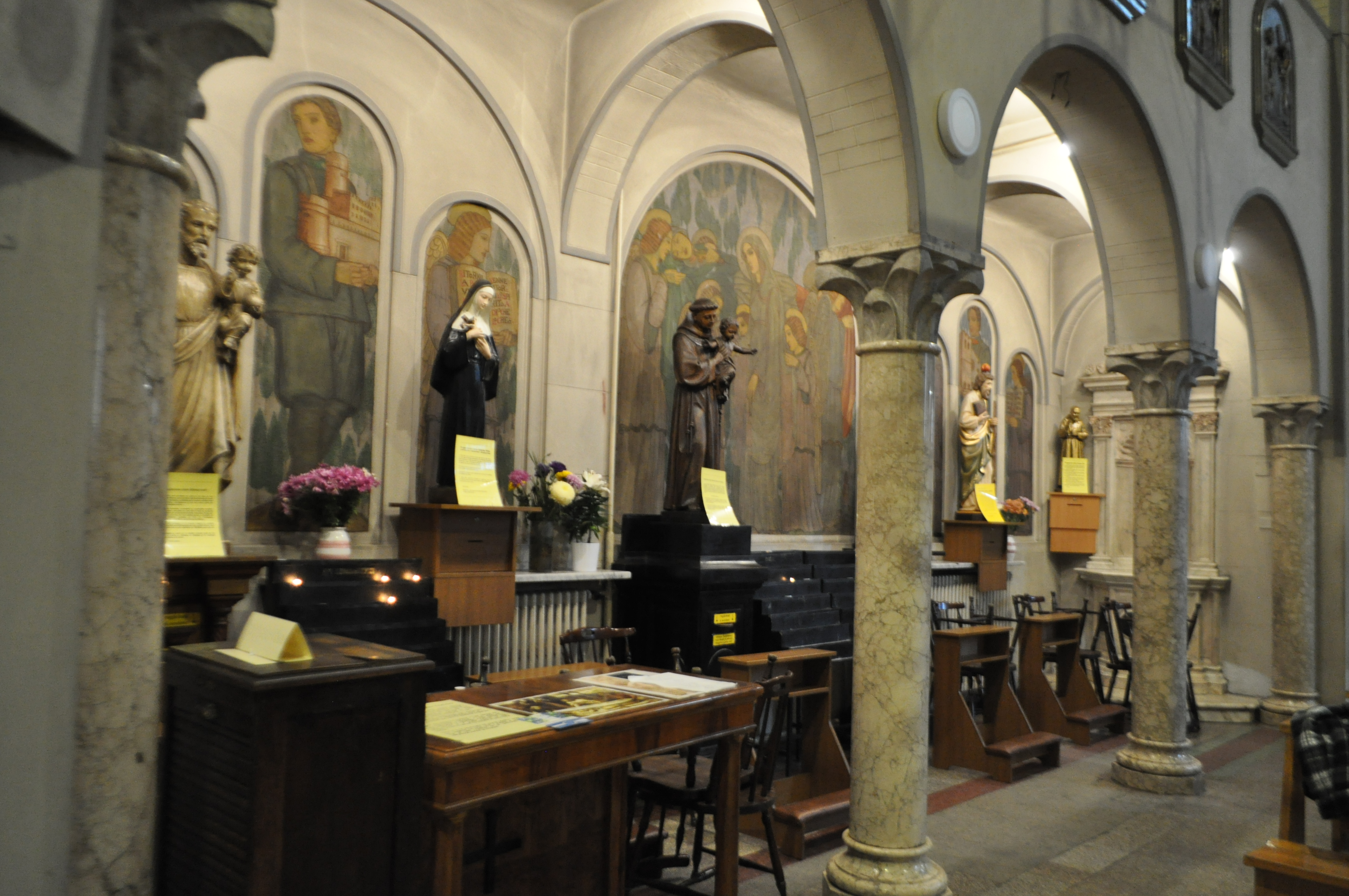